# Twa Hieland Lads
Twa Hieland Lads és una pel·lícula muda de la Vitagraph estrenada el 19 de juliol de 1910. protagonitzada per Maurice Costello i Alec B. Francis, entre d'altres.

## Argument
Dos camperols escocesos, un de molt alt i prim i l'altre de baix i gras, estan tips de treballar al camp. Un dia han de portar uns sacs de gra al molí i a mig camí, cansats, s'asseuen sobre els sacs a reposar discutint sobre la duresa de la feina. Aleshores apareix pel camí un militar anglès que els diu que no paga la pena matar-se a treballar al camp podent viure la vida d'un soldat i els proposa que s'allistin a l'exèrcit de Sa Majestat.
Després de passar un senzill examen són acceptats a la companyia dels “Kilties”, que vesteixen un kilt. El sergent que es fa càrrec d'ells acaba desesperat en els seus intents d'ensenyar-los les tàctiques militars. Els altres soldats els fan bromes contínuament. Un dia que ells dos baden al costat de la piscina de natació els seus companys els empenyen vestits cap a dins. Volent-se venjar, llencen a la piscina a dos militars però s'erren, ja que precisament es tracta de dos oficials.
Els oficials ordenen arrestar als dos companys que han arrencat a córrer i s'inicia una cursa per atrapar-los plena d'incidències fins que aconsegueixen capturar-los. El judici militar els condemna a la presó, la qual és revocada més endavant quan s'aclareix tot l'incident. Són restablerts al seu regiment i un any després els veiem marxar al davant de la tropa, l'alt portant un barret que el fa semblar encara més alt i el baix maldant per tocar una gaita tan grassa com ell.